# 出版
出版（しゅっぱん、英: publishing）とは、印刷術などを使い文書や図画を複製し書籍や雑誌などの形態にして販売や頒布することである。
上梓（じょうし）、板行（はんこう）とも呼ばれる。上梓の「梓（し）」とは、（カバノキ科のミズメのことではなく）ノウゼンカズラ科のキササゲのことで、古く中国で木版印刷の版材にキササゲが用いられたことに基づく。

## 概要
出版を行う会社を「出版社」といい、出版されたものを「出版物（しゅっぱんぶつ）」という。
出版（複製）は一般に印刷によって行われる。新聞も印刷されるが、流通経路が異なり、日本語では通常は出版とは呼ばない。英語ではどちらもpublishingと呼び、まとめて扱われる傾向がある。

### 出版の基本的なプロセス
一般の商業出版では次のようになることが一般的である。
- 出版社が出版物を企画。
- 原稿、イラスト、写真などをしかるべき人に依頼。

ひとつの方法は、出版社が作家、ライター、カメラマン、イラストレーターなどに直接依頼して進める方法である。
あるいは編集プロダクションに依頼し、編集プロダクションが内容の制作に責任を持ち、上記の作家・カメラマン・イラストレーター等に手配して編集にあたる方法もある。
- 依頼された人々は次のような作業を進める。
  - 作家やライター :取材→原稿執筆
  - カメラマン : 撮影
  - イラストレーター : 作画（イラストの作成など）
  - 装丁デザイナー : 装丁のデザイン

- 出版社は、提出あるいは回収された原稿や写真やイラストを、編集する。ページに割付け、校正作業に入る。

現代では基本的にはDTPが行われ、すなわちコンピュータの組版ソフトを使いディスプレイ画面上でバーチャルに組版されるので、校正刷り（こうせいずり）をコンピュータのプリンターでプリントアウトし、編集者や作家やライターが校正を行い、修正の指示をペンや鉛筆で書き入れ、組版ソフトの操作者は校正の修正指示に従い組版ソフト上で修正し、次の校正をプリントアウトする。編集者と作家・ライターの間で校正刷りのやりとりが何度も行われる。常識的には2〜4回ほどのやりとりで済ますが、修正すべき点が後から新たに見つかり続けたり、たとえば第3校などで大規模に原稿の入れ替えなどをした場合などは、第4校、第5校、第6校...と校正作業が続く。
- 校正により、修正すべき点が無くなったら校正を終了し（これを「校了（こうりょう）」と言う）、印刷会社に組版ソフトのデータを渡す。[注釈 1]
- 出版社から依頼された印刷会社は、渡された組版ソフト・データを元に印刷を行う（組版データから刷版を作成し、大型印刷機で、大きな紙に複数ページをまとめて印刷する）。
- 製本所は、折り[注釈 2]・綴じ・断裁[注釈 3]・装丁を行い、これで本や雑誌が完成する（なお、大きな印刷会社は印刷工場の内部や隣接地に製本設備・製本所も併設している）。本や雑誌の山は、フォークリフトで運べるようパレットに載せられプラスチックフィルムで巻かれるようにラッピングされて輸送できる状態にととのえられる。
- 本や雑誌を製本所から取次へ運送業者が輸送する。[注釈 4]
- 本や雑誌は取次から各書店へ配送される。また図書館、学校などにも届く。

なお上の出版プロセスを一地域に集めて効率よく行おうという試みが、韓国で「坡州出版都市」として行われている。

### 他のプロセス
なお1995年にWindows95が発売されMicrosoft Windowsが普及すると、出版には、紙の印刷物を企画・制作・販売することに加えて、電子版（CD-ROM版、DVD-ROM版など）を企画・制作・販売することも含まれるようになった。

### 出版の特性
出版（書籍、雑誌）は新聞やラジオ、テレビ、インターネットのSNSなどに比べて情報伝達の速報性などの点で劣っているが、一方で正確性、蓄積性などに優れたメディアである。

## 歴史
出版の前提として印刷技術が必要不可欠である（古代・中世でも写本を業とする場合があるが、ここでは除外する）。また情報を伝達するための流通経路（商業出版では一般に作者、出版社・印刷会社から流通、書店を経て読者まで）がなければ、継続的な事業としては成立しない。
印刷技術が普及するまで、本は写本によって伝えるほかはなかった。中国で7世紀ごろから木版印刷が行われ、世界最古の印刷書籍は『金剛経』であり、記された年代は868年（9世紀末・唐朝末）で、現在、大英博物館が保管している。高麗では金属活字の技術もあった（高麗版大蔵経）。日本でも平安時代末期以降、「百万塔陀羅尼」「五山版」など仏典の印刷が行われていたが、主に寺院内など限られた範囲の流通に留まっており、広く一般に流通するものではなかった。

### ヨーロッパ

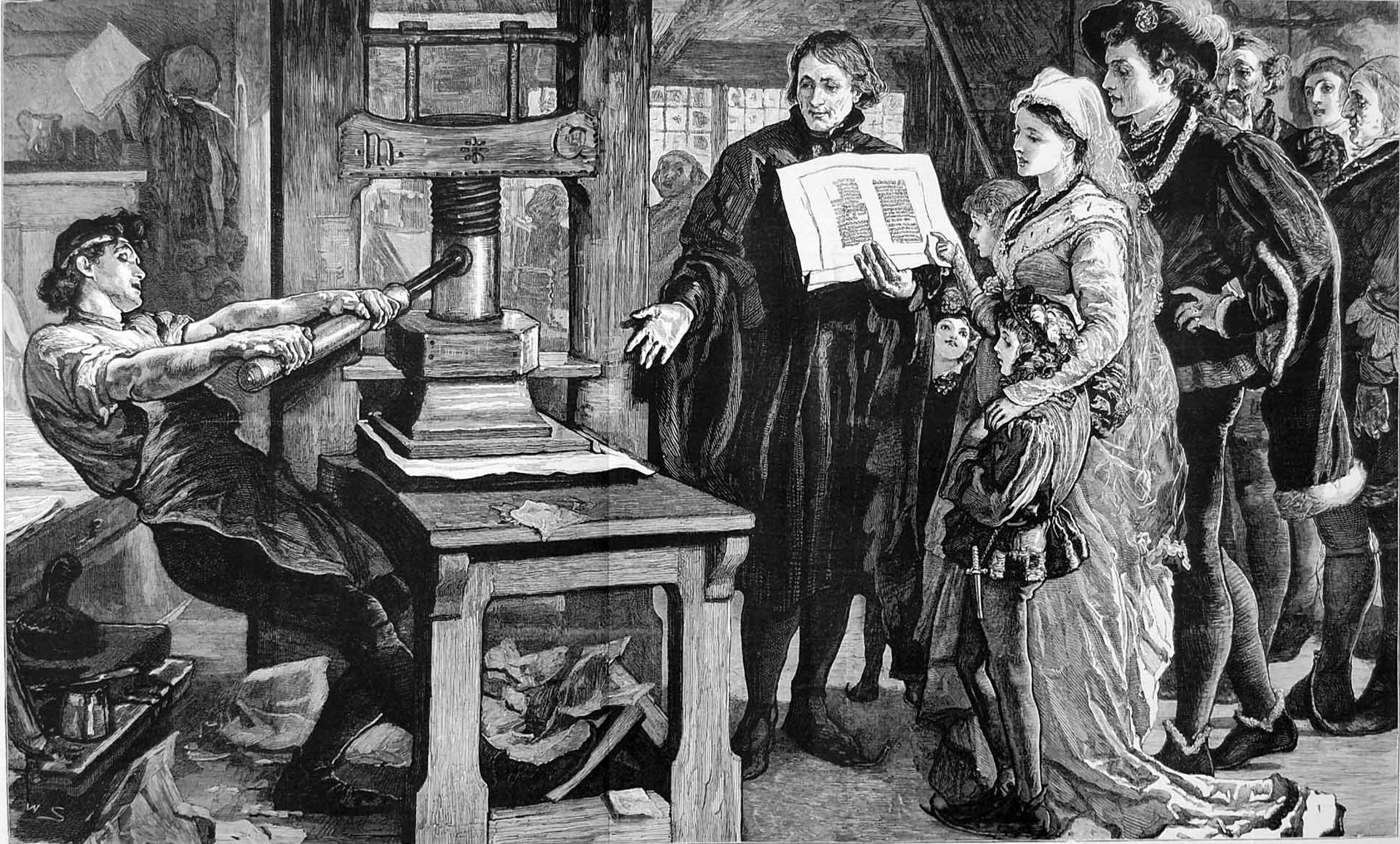
15世紀のウィリアム・キャクストンの活版印刷風景（1877年の彫刻）

1450年代にドイツのグーテンベルクによって活版印刷の技術が完成され、『グーテンベルク聖書』などが刊行された。初期の印刷物はまだまだ高価であり、限られた階層しか利用できなかったが、やがて出版産業は本格化する。揺籃期における出版人として、アルドゥス・マヌティウスなどが知られている。ルターに始まる宗教改革の時期にはパンフレットが大量に作られて流通し、印刷業も発達していった。

### 日本
戦国時代にキリシタン版と呼ばれる活版印刷が行われ、また朝鮮出兵で持ち込んだ朝鮮式の活字印刷が、江戸時代初期には「古活字本」が作られるようになる。古活字本の一つとして「嵯峨本」が有名である。これは京都・嵯峨の角倉素庵が本阿弥光悦らの協力で出版した豪華本であり、嵯峨本自体は少部数の製作だったが、後に大きな影響を与えた。
営利目的の書物が日本で出版されたのは寛永年間（17世紀前半）の京都から始まり、貞享2年（1685年）に刊行された書物は約6000種になり、17世紀末になると京都では1万点近く発行された。発行部数が増えるにつれ、江戸幕府は「出版取締令」を享保7年（1722年）に公布し、出版規定を定めた。まず原稿を検閲後、試し摺りをし、再び検閲するという経緯を経ており、将軍に関するスキャンダルや風俗を乱す内容、出典・根拠のない論説などは禁じられた。
それ以前、慶長年間には後陽成天皇の勅による「慶長勅版本」が出版され、『日本書紀』（神代巻）など四書が出されたが、慶長4年（1599年）に出版された神代巻は、当時の技術的問題もあり、100部ほどで、神宮・神社、身近な公家に配られたのみであった。書肆村上平楽寺（現平楽寺書店）は寛文9年（1669年）に『日本文徳天皇実録』を刊行し、他の六国史も17世紀後半には『日本後紀』を除き、出されていくことになるが、その金額は1両（『続日本紀』）から10匁（『文徳実録』）までであった。
木版印刷による出版が盛んになると、浮世草子、黄表紙、洒落本、滑稽本などが出版され、一般にも広く読まれた。版元として蔦屋重三郎などもよく知られている。18世紀前半でも出版点数は1万点近く、大岡忠相が書物店屋に作らせた目録には7446種と記されている。当初、浮世草子や絵本は上方からの「下り商品」であったが、1770年代（18世紀末）には洒落本や黄表本などの「地本」（江戸出版本）の出版数が上方を超えた。民間の読み書き能力が向上したことも出版業界が形成された基礎条件となったが、何より出版活動の活発化は近世人の美意識を育てる触媒となり、粋（すい）から通・いきへと好みを分化させ、野暮を笑う空気を生み出した。
18世紀前半の日本の出版数の多さは海外にも記録されており、朝鮮通信使側の記録である『海游録』には、「（日本の）書籍の刊行数は朝鮮の10倍どころではない」と記している（「海游録#日本人評」を参照）。
明治時代になって活字を使った近代的な印刷術が急速に発展し、自由民権運動とともに政治的な主張を唱える新聞・雑誌も盛んになった。政府は一方では出版を奨励しつつ、他方で1869年（明治2年）に出版条例、1875年（明治8年）に新聞紙条例などを制定して言論活動を取り締まった。後に、1893年（明治26年）に出版法、1909年（明治42年）に新聞紙法へと改正された。
雑誌としては明治中期以降、文学作品や評論などを掲載する『国民之友』『太陽』『中央公論』『改造』などが次々に創刊され、広い層で読まれた。また、教育の普及とともに文学を好む読者層が成立し、新聞や雑誌に連載された小説が単行本化されて再読される、といったパターンも次第に定着していった（尾崎紅葉、夏目漱石らの小説）。
当時は出版法（雑誌は定期刊行物として新聞紙法）に基づき内務省検閲局による検閲が行われ、書籍は発売3日前に、新聞雑誌は発売日に届け出ることになっていた。問題ありと判断されると発売禁止の処分が取られた。発売禁止の対象になったものは永井荷風の小説『ふらんす物語』のように風俗を害すると考えられたものや、社会主義・マルクス主義に基づく反体制的な記事や書籍であった。昭和期に入ると1934年（昭和9年）の法改正で言論弾圧が強化された。やがて、第二次世界大戦に突入し、1938年（昭和13年）に国家総動員法が制定されるなど、日本社会全体が軍国主義一色に染まっていく中での総力戦体制の下、出版など言論の自由は完全に失われた。
第二次世界大戦が日本の敗戦に終わり、出版法などが1949年（昭和24年）に廃止されるが、被占領期には連合国軍最高司令官総司令部 (GHQ/SCAP) によって検閲が秘密裏に、より広汎に行われた。1947年（昭和22年）5月3日に日本国憲法施行後もそれは続けられた。1952年（昭和27年）4月28日にサンフランシスコ講和条約が発効され主権回復して以降、今日の日本では日本国憲法第21条によって、検閲の禁止、言論や表現の自由が規定されており、何人でも出版を行うことができる。一方で行き過ぎた取材によるプライバシーの侵害など別の問題も浮上してきている。また、紙媒体ではなく、インターネットを利用した電子出版も行われるようになっている。紙媒体の書籍の場合、過去の出版物を常時揃えておこうとすると在庫の負担が大きく、絶版にすると読者が必要な時に手に入れられない、という課題があったが、電子出版が普及すればこうした課題も解決することが期待できる。